# 郝玉山
郝玉山（1916年—），男，陕西米脂人，中华人民共和国政治人物，曾任宁夏回族自治区人民委员会副主席，中华人民共和国林业部副部长。